# Shweeb

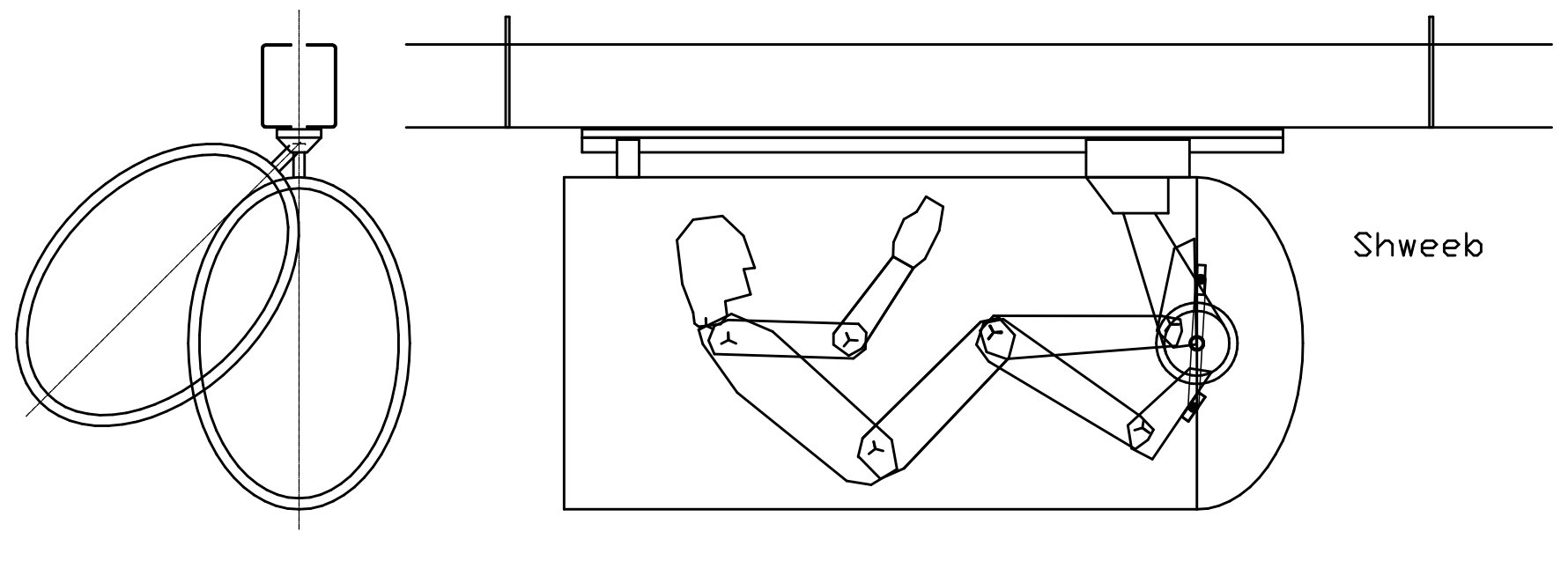

Shweeb é um sistema de trânsito baseado em carros de monotrilho movidos pelo usuário. O protótipo do projeto foi originalmente desenhado e implementado em Rotorua, Nova Zelândia. Em setembro, 2010, essa proposta para desenvolvimento de uma rede expandida foi escolhida para receber fundos da Google como parte do projeto 10100.
A proposta do trânsito Shweeb vem da tecnologia de bicicleta para mover carros suspensos em monotrilhos com nenhuma emissão de carbono. De acordo com a Shweeb Monorail Technology, a intencão da proposta é "criar uma solução que previa o usuário com a mesma flexibilidade e conforto oferecido pelo carro, mas sem os custos indirectos - a saúde financeira directa e indirecta e custos ambientais.".